# Noël… et plus si affinités
Pour plus de détails, voir Fiche technique et Distribution.
Noël… et plus si affinités est un téléfilm de Noël franco-belge réalisé par Gilles Paquet-Brenner d'après un roman de Hakim Benbouchta et diffusé pour la première fois en Suisse le 14 novembre 2023 sur RTS Un, en Belgique le 19 novembre 2023 sur La Une et en France le 20 novembre 2023 sur TF1.
Cette comédie romantique sur fond de conte de Noël est une coproduction de Beaubourg Stories, TF1, Be-FILMS et la RTBF (télévision belge),, réalisée avec la participation de la Radio télévision suisse (RTS).

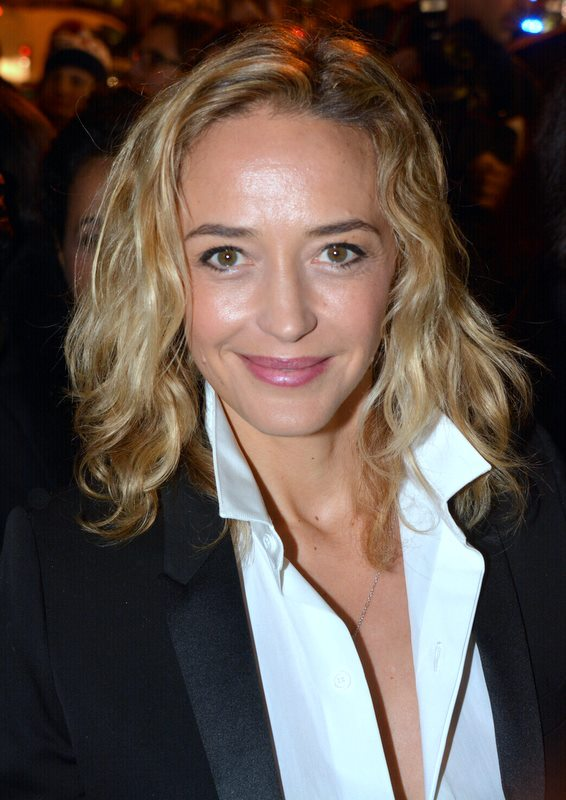
Hélène de Fougerolles.

## Synopsis
Tout commence le jour où Line, 12 ans, décide de s’inscrire sur un site de rencontres et de se faire passer pour son père, dans l’espoir de lui trouver une compagne…

## Fiche technique
Sauf indication contraire, les informations mentionnées dans cette section peuvent être confirmées par les bases de données cinématographiques IMDb et Allociné,  présentes dans la section « Liens externes ».
- Titre français : Noël… et plus si affinités
- Réalisation : Gilles Paquet-Brenner[1],[2],[4],[5],[6]
- Scénario : Hakim Benbouchta et Gilles Paquet-Brenner[1],[2],[4],[5],[6]
- Musique : Ronan Maillard
- Décors : Olivier Guyader
- Costumes : Natalie Van Der Meulen
- Photographie : Pascal Ridao
- Son : Thomas Guytard et Florian Plenacoste
- Montage : Romain Namura
- Production : Stéphane Marsil et Clothilde Jamin[2]
- Sociétés de production : Beaubourg Stories, TF1, Be-FILMS et la RTBF[2],[3]
- Pays de production :  France /  Belgique
- Langue originale : français
- Format : couleur
- Genre : Téléfilm de Noël, comédie romantique[1]
- Durée : 90 minutes
- Dates de première diffusion :
  - Suisse : 14 novembre 2023 sur RTS Un[7]
  - Belgique : 19 novembre 2023 sur La Une[8]
  - France : 20 novembre 2023 sur TF1[9]

## Distribution
- Lannick Gautry : Harold
- Hélène de Fougerolles : Chloé
- Lior Chabbat : Line, la fille d'Harold
- Aliocha Delmotte : Jules, le fils de Chloé
- Florent Peyre : Michel, le tonton de Line
- Jeanne Bournaud : Florence
- Leslie Bevillard : Barbara
- Jina Djemba : Clarisse
- Geneviève Doang : Philippine

## Production

### Genèse et développement
En décembre 2021, TF1 avait connu un beau succès avec son son film Noël à tous les étages qui avait rassemblé 3,59 millions de téléspectateurs.
En 2022, TF1 n'a pas produit de film de Noël mais la chaîne espère se rattraper en 2023 avec Noël… et plus si affinités, avec Lannick Gautry qui figurait déjà à l'affiche de Noël à tous les étages.
Le scénario du téléfilm est issu du roman de Hakim Benbouchta intitulé Le Pseudo et co-écrit par ce dernier et par Gilles Paquet-Brenner, qui assure également la réalisation,,,,.
La production est assurée par Stéphane Marsil et Clothilde Jamin pour Beaubourg Stories et TF1.

### Attribution des rôles
Hélène de Fougerolles partage l'affiche de ce téléfilm avec Lannick Gautry. Au magazine Moustique qui lui demande si c'est son premier film de Noël, l'actrice répond : « Oui ! Même si j'ai déjà tourné dans des comédies romantiques, comme Moi et ses ex ou Trop jeune pour moi. J'ai perçu celle-ci comme un petit bonbon, qui s'assume comme tel, tant dans les couleurs que l'image. Et qui provient donc d'un auteur belge. Ce n'est pas un hasard si le chocolat est à l'honneur, bien que je n'aime pas mettre les gens dans des cases. Mais j'avoue avoir été particulièrement heureuse de tourner ce film. L'histoire est simple et elle fait du bien dans cette période morose. Puis, on entre dans la période de l'hiver, où on n'a plus trop envie de sortir. C'est là qu'on aime Noël, avec cette espèce de magie, ces illuminations. Je trouve que ce récit envoie une douceur, en pouvant même donner envie de retomber amoureux. Ceux qui vont le voir risquent de faire exploser la fréquentation des applications de rencontre ».

### Tournage
Le tournage se déroule à partir du 20 décembre 2022 à Paris et à Annecy,,,.

## Accueil

### Diffusions et audience
En Belgique, le téléfilm, diffusé le 19 novembre 2023 sur La Une, est regardé par 228 159 téléspectateurs et se classe deuxième en termes d'audience.

### Accueil critique
Pour le magazine Télé-Loisirs « On n'ira pas jusqu'à dire que la magie opère… mais ce téléfilm de Noël est une fiction feel good plaisante et dans l'air du temps, mise en scène par Gilles Paquet-Brenner ».
Le magazine Télé 7 jours estime que cette fiction romanesque ne révolutionne pas le genre mais « ravira les amateurs de téléfilms de Noël. En plus du duo Hélène De Fougerolles – Lannick Gautry qui fonctionne à merveille, les seconds rôles sont savoureux ».
Le magazine Télé 2 semaines donne 2 étoiles au téléfilm : « On se laisse volontiers entraîner dans cette jolie romance beaucoup moins mièvre que les habituels téléfilms de Noël américains ».
Pour Noémie Jadoulle de la RTBF, « Il y a de bonnes idées dans cette comédie romantique de Noël qui, certes, ne révolutionne pas le genre, mais nous embarque assez facilement dans son périple amoureux. Pralines, sapins de Noël et guirlandes lumineuses… tout est fait pour qu'on s'y sente bien. On se prend assez vite au jeu de Line et Jules qui tentent tant bien que mal de provoquer l'étincelle chez leurs parents, un peu comme les malicieuses jumelles Hallie et Annie dans le film À nous quatre. Une comédie réconfortante, pleine de douceur et de malice, pour un tendre moment de télévision ».
Le journal Le Parisien estime qu'« Hélène de Fougerolles et Lannick Gautry incarnent à merveille les 2 héros, et leurs mômes pleins d'inventivité sont attachants. Sucré et piquant ».